# Céramiques Boutal
Céramiques Boutal, dont l'origine remonte au XIXe siècle, est une manufacture historique de tomettes à Salernes.

## Historique
En 1879  Pierre Blanc, rentre en Provence après avoir fait fortune en Uruguay. Radical Socialiste, proche de Georges Clémenceau il deviendra maire de Salernes, Conseiller Général de son canton de 1889 à son décès en 1909 et Conseiller d'Arrondissement (cf: Canton de Salernes). Il rachète en 1880 cette manufacture de produits en terres cuites. Si des perfectionnements sont progressivement apportés à la production (mécanisation...), jusque dans les années 1950 elle continua la fabrication traditionnelle des malons hexagonaux aussi appelés "tomettes". Une crise de marché à la fin des années 1950 força la manufacture à se diversifier vers les carreaux émaillés dès les années 1960, avec la contribution d'un  potier de Vallauris . C'est le grand chantier de la cité lacustre de Port Grimaud sous l'égide de l'architecte François Spoerry qui consacrera ce retournement réussi . En 1978, Boutal confie à Robert Picault la décoration de certains carreaux . 
Dans les années 1980 Céramiques Boutal se tournera vers la céramique architecturale en prenant notamment le chantier d'une mosquée en Irak à  Anaa  .

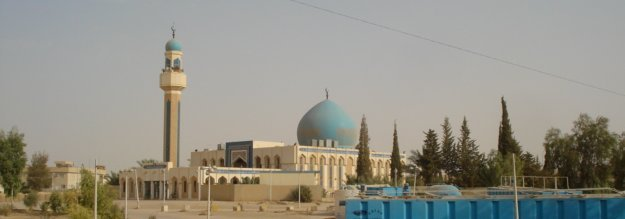
La mosquée d'Anah en Irak

## Quelques chantiers
- carreaux pour La Madrague (Saint-Tropez) [9]
- Musée de la peinture française à Tokyo [5]
- Hôtel Majestic à Honolulu [5]
- Bel Air Hotel à Los Angeles [10]
- émaillage métallisé pour bardeaux de façade Rue de Grenelle à Paris [11]
- Façade du yachtclub,  Port d’Antibes – Quai des Milliardaires

## Galerie

Terres cuites et lave émaillée
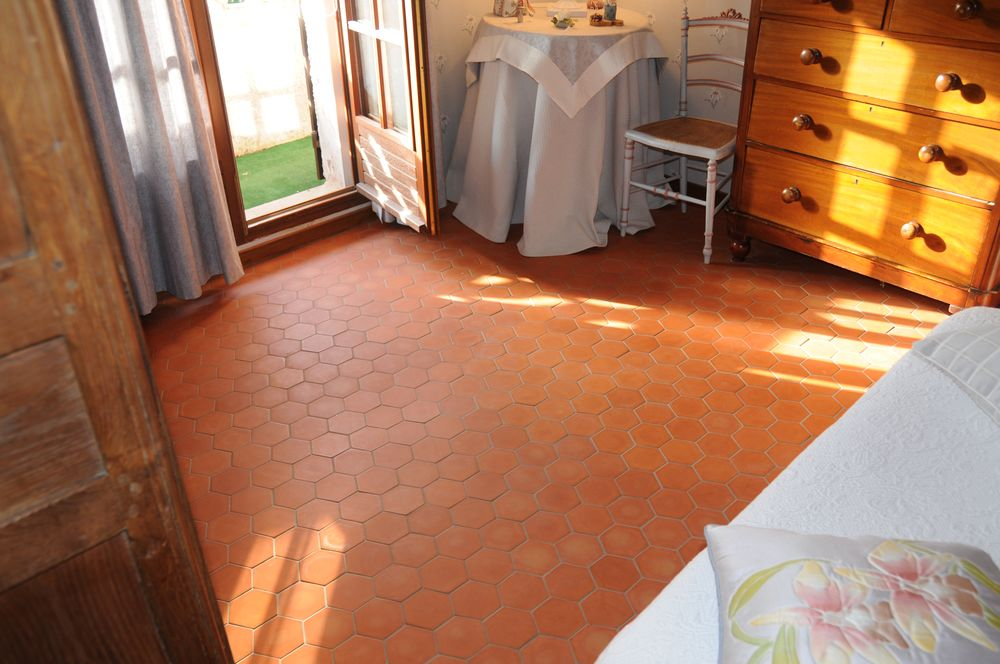
Sol en tomettes traditionnelles
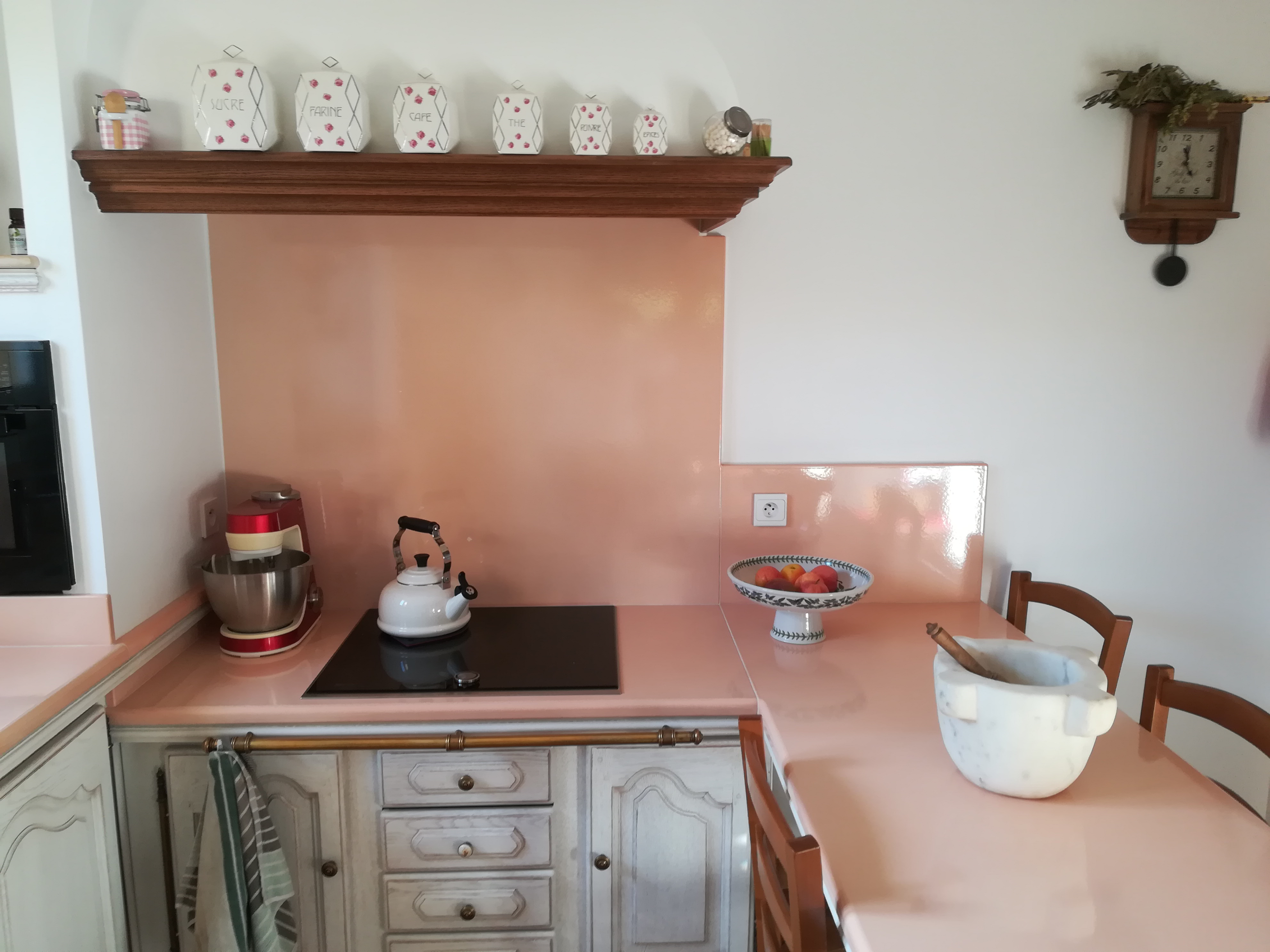
plan de travail & crédence en lave émaillée
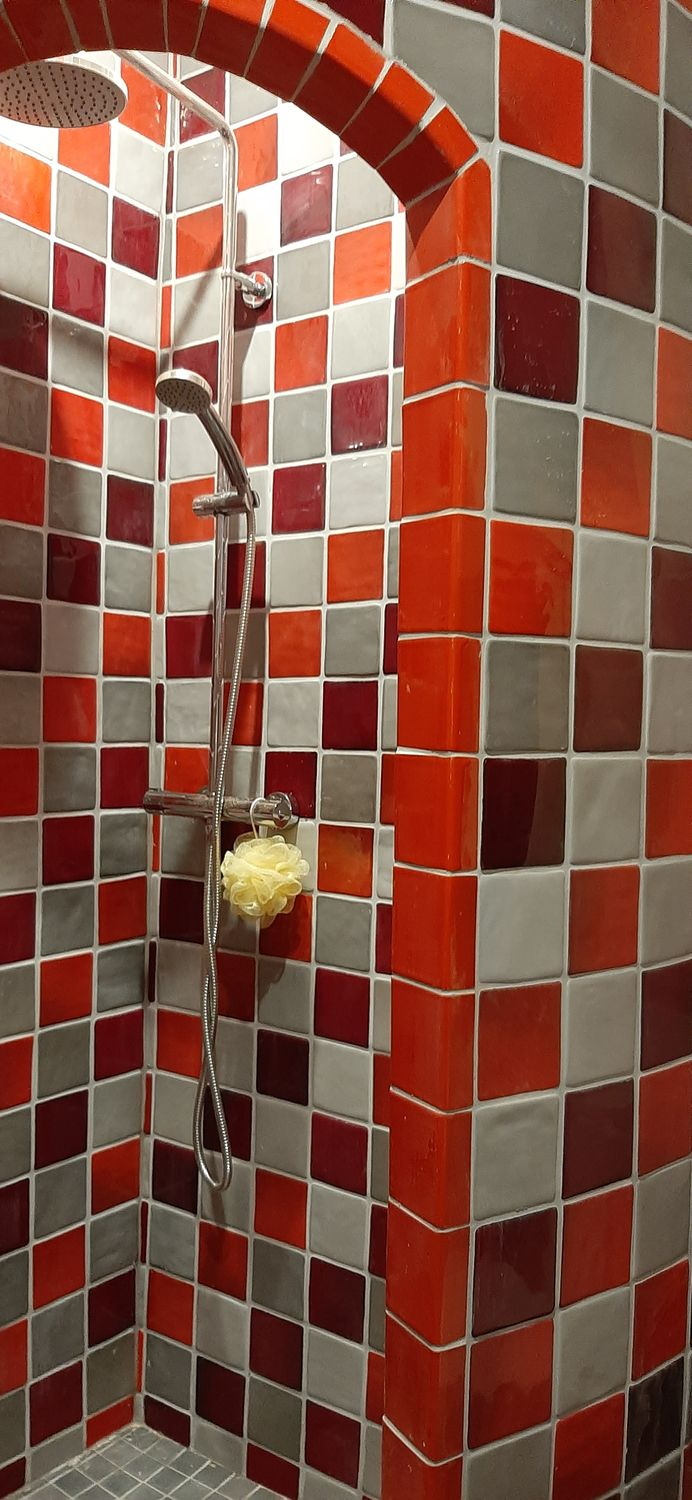
Patchwork et pièces de forme
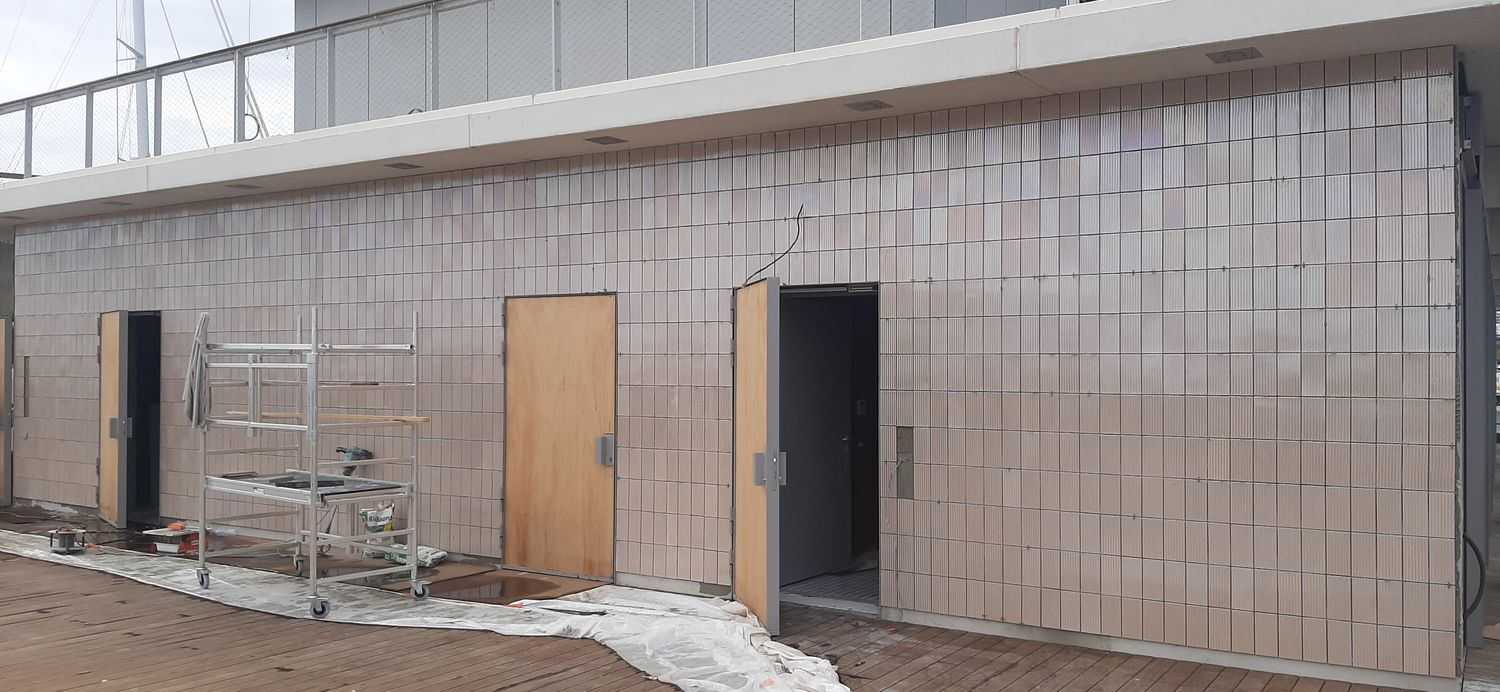
Façade carreaux métallisés - Port d’Antibes – Quai des Milliardaires

### Autres sources
- Delphine Moreau, « Le "Mérite", à Pierre Boutal », Nice Matin,‎ 4 avril 1996
- Arnaud Ciaravino, « Céramiste reconnu à Salernes, Pierre Boutal s'est éteint », Var Matin,‎ 27 avril 2023
- interview ORTF de Pierre Boutal en 1970